# Trofeo Laigueglia 1987
Il Trofeo Laigueglia 1987, ventiquattresima edizione della corsa, si svolse il 17 febbraio 1987, su un percorso di 170 km. La vittoria fu appannaggio dello svizzero Gilbert Glaus, che completò il percorso in 3h55'00", precedendo gli italiani Valerio Piva e Pierino Gavazzi.

## Ordine d'arrivo (Top 10)
| Pos. | Corridore        | Squadra                | Tempo    |
| ---- | ---------------- | ---------------------- | -------- |
| 1    | Gilbert Glaus    | Z-Peugeot              | 3h55'00" |
| 2    | Valerio Piva     | Ariostea               | s.t.     |
| 3    | Pierino Gavazzi  | Remac-Fanini           | s.t.     |
| 4    | Rudy Dhaenens    | Hitachi-Rossin         | s.t.     |
| 5    | Stefano Colagè   | Fibok-Müller-Sidermec  | s.t.     |
| 6    | Enrico Galleschi | Magniflex-Centroscarpa | s.t.     |
| 7    | Ezio Moroni      | Atala-Campagnolo       | s.t.     |
| 8    | Franco Ballerini | Magniflex-Centroscarpa | s.t.     |
| 9    | Alfio Vandi      | Ariostea               | s.t.     |
| 10   | Richard Trinkler | Fibok-Müller-Sidermec  | s.t.     |